# (16210) 2000 CY61
A (16210) 2000 CY61 a Naprendszer kisbolygóövében található aszteroida. A LINEAR projekt keretében fedezték fel 2000. február 2-án.